# Stictoptera ferriferoides
Stictoptera ferriferoides är en fjärilsart som beskrevs av Embrik Strand 1917. Stictoptera ferriferoides ingår i släktet Stictoptera och familjen nattflyn. Inga underarter finns listade i Catalogue of Life.